# Mourid al-Barghouti
Mourid al-Barghouti (àrab: مريد البرغوثي, Murīd al-Barḡūtī) (Deir Ghassana, prop de Ramal·lah, Cisjordània, 8 de juliol de 1944 - Amman, Jordània, 14 de febrer de 2021) fou un escriptor i poeta palestí.
Va créixer a Ramal·lah. A mitjans dels anys 60 Barghouti va anar a estudiar a la Universitat del Caire. Quan estava acabant el seu últim any a la universitat, va començar la Guerra dels Sis Dies, el 1967. Al final de la guerra, Israel va capturar Gaza i Cisjordània i a Barghouti, igual que a molts palestins que vivien a l'estranger, se li va impedir tornar al seu país.
Després de la guerra, Barghouti va treballar com a professor al Col·legi Industrial de Kuwait. A la vegada, va començar el seu interès per la literatura i la poesia i els seus escrits van ser publicats a les revistes al-Adab, Mawaqif a Beirut i a al-Katib i a Al-Ahram al Caire. L'any 1968 va entrar en contacte amb l'il·lustrador palestí Naji al-Ali que en aquell moment també estava treballant a Kuwait.
El 1970 Barghouti es va casar amb l'escriptora i acadèmica egípcia Radwa Ashour. Tots dos es van conèixer anys abans, quan eren estudiants del Departament d'Anglès de la Universitat del Caire. Tenen un fill, Tamim al-Barghouti, nascut el 1977 a Egipte, també poeta, que ha publicat quatre llibres de poesia.
La parella va deixar Kuwait i va marxar a Egipte, menys d'un any després de casar-se. El 1972 Barghouti va publicar el seu primer llibre de poesia, Dar al-Awdeh a Beirut, Líban. Des de llavors ha publicat més de 12 llibres de poesia. Les seves Obres van ser publicades a Beirut el 1997. A Small Sun, la primera traducció a l'anglès d'un llibre de poesia, va ser publicada el 2003. L'any 2000 va rebre el "Premi Palestí de Poesia". Els seus poemes han estat publicats a revistes àrabs i internacionals. Les traduccions a l'anglès de les seves poesies han estat publicades a Al Ahram Weekly, Banipal, Times Literary Supplement i Modern Poetry in Translation i un dels seus poemes més famosos va ser foto de portada de "Pen International".
A la tardor de 1977, Barghouti va ser deportat des d'Egipte amb motiu dels apresaments per la visita de Anwar Sadat a Israel i li va permetre tornat passats disset anys. Durant aquests disset anys Barghouti va viure la major part del temps allunyat de la seva dona i del seu fill. Radwa va viure al Caire treballant com a professora d'anglès a l'Ain Shams University, mentre que ell va viure a Budapest com a representant de la OLP a la Fedaració Mundial de la Joventut Democràtica i com agregat cultural.
Finalment, els Acords d'Oslo van permetre a Barghouti tornar a Cisjordània, i l'any 1996 va tornar a Ramallah després de 30 anys d'exili. Aquest esdeveniment va inspirar la seva novel·la autobiogràfica Ra'aytu Ram Allah (Jo vaig veure Ramallah), publicada per Dar Al Hilal (El Caire, 1997), amb la qual va guanyar la prestigiosa Medalla Naguib Mahfouz de Literatura aquell mateix any.
A Europa és conegut per aquesta novel·la i al món àrab pels seus catorze llibres en vers, entre els quals cal destacar els Poemas de la acera (1980), La palabra de las criaturas (1996) o La gente en su noche (1999). La seva poètica no segueix teories ni modes literàries, convençut com està que “la vida sempre és més rica que els camins de l'escriptura” i que “un bon poema tira per terra totes les teories i arguments de la crítica literària”. Potser per això Barguti és considerat com un poeta de veritat, un poeta amb “l'ànima incansable i astorada dels nens”.